# Школа изобразительных искусств (Манхэттен)
Школа изобразительных искусств  (англ. School of Visual Arts New York City; SVA NYC) — школа искусств, расположенная в Манхэттене, Нью-Йорк. Считается одной из ведущих художественных школ в Соединённых Штатах. (англ. Cartoonists and Illustrators School). В 1956 году она была переименована. School of Visual Arts является членом Ассоциации независимых колледжей искусств и дизайна (AICAD) — консорциума 36 ведущих художественных школ в Соединенных Штатах.
SVA была основана соучредителями Сайласом Х. Родсом и Бёрном Хогартом в 1947 году как Школа карикатуристов и иллюстраторов. Она началась с трёх учителей и 35 учеников, большинство из которых были ветеранами Второй мировой войны, так что значительная часть их обучения была оплачена Законом о военнослужащих. Колледж был переименован в Школу изобразительных искусств в 1956 году. Первые учёные степени Школа начала присуждать с 1972 года, а к 1983 году она представила первую программу магистратуры в области изящных искусств в живописи, рисовании, скульптуры.
SVA закончило более 38 000 художников, дизайнеров, писателей, режиссеров, фотографов и других творческих профессионалов. Среди них — лауреаты премии «Оскар» и «Эмми», обладатели «Грэмми», стипендиаты Макартура и Гуггенхайма. Их работы можно найти в коллекциях ведущих музеев мира, включая Музей современного искусства и Музей искусств «Метрополитен»

## Оснащение и оборудование
Студенческий центр оснащен самыми современными технологиями и предоставляет студентам SVA общее пространство для встреч, проверки электронной почты, просмотра телевизора или просто отдыха между занятиями. Это прекрасное место для общения, обсуждения проектов, проведения заседаний клубов или проведения общественных мероприятий. По запросу доступно пространство галереи для демонстрации работ студентов.
С 1978 года библиотека SVA была расположена по адресу 380 Second Avenue в районе Грамерси на Манхэттене, а в 2018 году было создано первое постоянное отделение библиотеки, SVA Library West, чтобы лучше обслуживать расширяющийся кампус. Оба отделения предоставляют удобные, доступные, привлекательные пространства для занятий и отдыха.
С 2015 года SVA RisoLAB предлагает классы для печати ризографов, семинары, программу обучения в резиденции, открытый доступ к лаборатории для нынешних и бывших студентов. Школа стремится обеспечить высокий уровень технической и эстетической подготовки в области печати ризографов для художников, дизайнеров, иллюстраторов, фотографов, креативщиков любого уровня подготовки.
Инкубатор SVA GroundFloor превращает проекты выпускников Школы визуальных искусств в жизнеспособные предприятия с положительным социальным воздействием. Благодаря бесплатным стипендиям SVA GroundFloor выпускники получают наставничество, ресурсы, необходимые для запуска устойчивого бизнеса.

## Учебная программа
Школа изобразительных искусств — это полностью аккредитованный художественный колледж. Четырёхлетнее обучение и 120 кредитов для получения степени бакалавра изящных искусств.

## Расположение и кампус
Школа находится на Манхэттене:
- в районе Грамерси парк, на восточной стороне Нижнего Манхэттена.
- в районе Челси, на западной стороне Нижнего Манхэттена.

С 1994 по 1997 год школа также имела филиал кампуса в Саванне в штате Джорджия. Однако кампус был закрыт после иска от Колледжа искусств и дизайна Саванны.

## Главное здание
Главное здание находится по адресу Восточная 23-я улица, 209, между 2-й и 3-й авеню. Там расположены классные комнаты, административные офисы, кафетерий (Moe’s Cafe) и амфитеатр на третьем этаже. Верхний этаж в основном предназначен для классов кино, видео, графического дизайна, рекламы, иллюстрации и карикатур.